# Lloro cuacurt
El lloro cuacurt (Graydidascalus brachyurus) és una espècie d'ocell de la família dels psitàcids i única espècie del gènere Graydidascalus. Habita zones boscoses del sud-est de Colòmbia, est de l'Equador i del Perú i Brasil amazònic i sud-oriental. Els seus relatius més propers són l'amazona caragroga (Alipiopsitta xanthops) i els ocells del gènere Pionus.
Actualment es considera una espècie en risc mínim d'extinció.